# Pieter Paulus Roomer
Pieter Paulus Roomer (Rotterdam, 1920. április 6. – 2000. február 28.) holland nemzetközi labdarúgó-játékvezető. Polgári foglalkozása tanár.

## Pályafutása

### Nemzeti játékvezetés
A játékvezetésből 1943-ban vizsgázott, 1949-ben lett az I. Liga játékvezetője. 1967. november 28-án súlyos autóbalesetet szenvedett, felgyógyult, de fizikailag már nem tudta teljesíteni az elvárt követelményeket. Az aktív nemzeti játékvezetéstől 1968-ban vonult vissza.
| Időpont             | Helyszín                | Mérkőzés típusa         | Mérkőzés               |
| ------------------- | ----------------------- | ----------------------- | ---------------------- |
| 1968. augusztus 18. | Városi Stadion, Haarlem | utolsó I. Liga mérkőzés | RCH Haarlem–SC Cambuur |

### Nemzetközi játékvezetés
A Holland labdarúgó-szövetség Játékvezető Bizottsága (JB) terjesztette fel nemzetközi játékvezetőnek, a Nemzetközi Labdarúgó-szövetség (FIFA) 1956-tól tartotta nyilván bírói keretében. Több nemzetek közötti válogatott és klubmérkőzést vezetett, vagy működő társának partbíróként segített. A holland nemzetközi játékvezetők rangsorában, a világbajnokság-Európa-bajnokság sorrendjében többedmagával a 13. helyet foglalja el 6 találkozó szolgálatával. Az aktív nemzetközi játékvezetéstől 1967-ben a FIFA 45 éves korhatárát elérve búcsúzott. Vezetett nemzetközi mérkőzések száma: 83. Válogatott mérkőzéseinek száma: 17.

#### Világbajnokság
A világbajnoki döntőhöz vezető úton Angliába a VIII., az 1966-os labdarúgó-világbajnokságra a FIFA JB bíróként alkalmazta. A FIFA JB meghívta a tornára, de súllyos autóbalesete miatt nem tudott megjelenni.
| Időpont           | Helyszín                       | Mérkőzés típusa           | Mérkőzés                  | Eredmény | Nézők száma |
| ----------------- | ------------------------------ | ------------------------- | ------------------------- | -------- | ----------- |
| 1965. március 17  | Ninian Park Stadion, Cardiff   | előselejtező (7. csoport) | Wales–Görögország         | 4 : 1    | 11 159      |
| 1965. április 18. | Dziesięciolecia Stadion, Varsó | előselejtező (8. csoport) | Lengyelország–Olaszország | 0 : 0    | 31 045      |

#### Európa-bajnokság
Az európai-labdarúgó torna döntőjéhez vezető úton Spanyolországba az II., az 1964-es labdarúgó-Európa-bajnokságra és Olaszországba a III., az 1968-as labdarúgó-Európa-bajnokságra az UEFA JB játékvezetőként foglalkoztatta.

##### 1964-es labdarúgó-Európa-bajnokság
Újrajátszott negyeddöntős találkozó. Az első (3:3)-ra, a második (2:2)-re végződött, a versenykiírás szerint újra kellett játszani a Dánia–Luxemburg mérkőzést.
| Időpont            | Helyszín                         | Mérkőzés típusa                         | Mérkőzés        | Eredmény | Nézők száma |
| ------------------ | -------------------------------- | --------------------------------------- | --------------- | -------- | ----------- |
| 1962. június 28.   | Idrætsparken Stadion, Koppenhága | előselejtező (1. forduló-, 1. mérkőzés) | Dánia–Málta     | 6 : 1    | 11 200      |
| 1963. december 18. | Olimpiai Stadion, Amszterdam     | egyik negyeddöntő (újrajátszott)        | Dánia–Luxemburg | 1 : 0    | 5 700       |

##### 1968-as labdarúgó-Európa-bajnokság
| Időpont           | Helyszín                   | Mérkőzés típusa           | Mérkőzés               | Eredmény | Nézők száma |
| ----------------- | -------------------------- | ------------------------- | ---------------------- | -------- | ----------- |
| 1966. december 7. | Mestalla Stadion, Valencia | előselejtező (1. csoport) | Spanyolország–Írország | 2 : 0    | 9 810       |
| 1967. május 10.   | Olimpiai Stadion, Helsinki | előselejtező (3. csoport) | Finnország–Görögország | 1 : 1    | 15 253      |

#### Brit Bajnokság
1882-ben az Egyesült Királyság brit tagállamainak négy szövetség úgy döntött, hogy létrehoznak egy évente megrendezésre kerülő bajnokságot egymás között. Az utolsó bajnoki idényt 1983-ban tartották meg.
| Időpont          | Helyszín                | Mérkőzés típusa | Mérkőzés      | Eredmény |
| ---------------- | ----------------------- | --------------- | ------------- | -------- |
| 1957. április 6. | Wembley Stadion, London | csoportmérkőzés | Anglia–Skócia | 2 : 1    |

## Sportvezetőként
Aktív pályafutását befejezve 1990-ig a Holland Labdarúgó-szövetség JB oktatójaként, ellenőreként tevékenykedett

## Szakmai sikerek
1989-ben a nemzetközi játékvezetés hírnevének erősítése, hazájában 10 éve a legmagasabb Ligában (osztályban) folyamatosan tevékenykedő, eredményes pályafutása elismeréseként, a FIFA JB felterjesztésére az 1965-ben alapított International Referee Special Award címmel és oklevéllel tüntette ki.

## Magyar vonatkozások
| Időpont            | Helyszín                  | Mérkőzés típusa          | Mérkőzés                   | Eredmény | Nézők száma |
| ------------------ | ------------------------- | ------------------------ | -------------------------- | -------- | ----------- |
| 1959. november 29. | Comunale Stadion, Firenze | 361. válogatott mérkőzés | Olaszország–Magyarország   | 1 : 1    | 67 000      |
| 1963. június 2.    | Hadsereg Stadion, Prága   | 395. válogatott mérkőzés | Csehszlovákia–Magyarország | 2 : 2    | 32 000      |

## Külső hivatkozások
- Pieter Roomer. World Referee. [2012. október 11-i dátummal az eredetiből archiválva]. (Hozzáférés: 2012. december 21.)
- Pieter Roomer. footballzz.com. (Hozzáférés: 2012. december 21.)
- Pieter Roomer. footballdatabase.eu. (Hozzáférés: 2012. december 21.)
- Pieter Roomer. scoreshelf.com. [2015. április 4-i dátummal az eredetiből archiválva]. (Hozzáférés: 2012. december 21.)
- Pieter Roomer. eu-football.info. (Hozzáférés: 2012. december 21.)